# فنتيميليا دي سيشيليا
فنتيميليا دي سيشيليا (بالإيطالية: Ventimiglia di Sicilia)‏ هي بلدية في مقاطعة باليرمو في صقلية الإيطالية.

## السكان
في سنة 1861 بلغ عدد السكان 4٬571 نسمة، وتطور العدد ليصل في سنة 2011 لـ 2٬080 نسمة.
يظهر هذا المخطط البياني تطور النمو السكاني لـ فنتيميليا دي سيشيليا